# Yo, la más tremendo
Yo, la más tremendo es una película documental uruguaya de 1995, dirigida por Aldo Garay y cuyas protagonistas son diversas travestis de Montevideo que narran sus experiencias vitales en la capital de Uruguay.

## Producción
La película, un mediometraje de 40 minutos, es la primera película dirigida por el uruguayo Aldo Garay. La producción, a cargo del Centro de Medios Audiovisuales (CEMA), empezó a planificarse en 1993. Garay narró la vida de las travestis de Motevideo, entre las que se encontraba Gloria Meneses, considerada la primera travesti uruguaya y de América del Sur, y Julia Brian, la segunda mujer trans que pudo realizarse una cirugía de reasignación de sexo en la sanidad pública.
A partir del material que no utilizó para este trabajo, Garay generó otros tres proyectos como parte de una trilogía para una serie documental televisiva llamada Orientales.: Mi Gringa, retrato inconcluso (1998), La Gloria de Hércules (2010) y El casamiento (2011)